# Vellezzo Bellini
Vellezzo Bellini es una localidad y comune italiana de la provincia de Pavía, región de Lombardía, con 2.980 habitantes.

## Evolución demográfica
| Gráfica de evolución demográfica de Vellezzo Bellini entre 1861 y 2001 |
|                                                                        |
| Fuente ISTAT - elaboración gráfica de Wikipedia                        |